# Wierzchlesie
Wierzchlesie [vjɛʂˈxlɛɕɛ] est un village polonais de la gmina de Szudziałowo dans le powiat de Sokółka et dans la voïvodie de Podlachie. Il se situe à environ 8 kilomètres à l'ouest de Szudziałowo, à 10  kilomètres au sud de Sokółka et à 34 kilomètres au nord-est de Białystok. 
Le village compte approximativement 250 habitants.